# Ferdinando Imposimato
Ferdinando Imposimato (Maddaloni, 1936. április 9. – Róma, 2018. január 2.) olasz bíró, politikus és ügyvéd. Olaszország Legfelsőbb Bíróságának tiszteletbeli elnöke.
Vizsgálóbíróként a szervezett bűnözés és a terrorizmus hírhedt bűnügyeiben tevékenykedett, majd az emberi jogok védelmével foglalkozott. Az olasz parlament alsó- és felsőházában képviselő volt, köztársasági elnöknek is jelölték.

## Életrajza
1936-ban a Caserta megyei Maddaloniban született. Jogi diplomát a Nápolyi II. Frigyes Egyetemen szerzett 1959-ben. Ezután rendőrségi felügyelőhelyettesként dolgozott Brescia, majd Forlì városokban. Egy évig Rómában a pénzügyminisztérium tisztviselője volt, majd 1964-ben bíró lett.
A cosa nostra, a camorra és az olaszországi terrorizmus elleni küzdött: vizsgálóbíróként olyan fontos esetekben, mint Aldo Moro 1978-as elrablása, a merénylet II. János Pál pápa ellen (elkövetője Mehmet Ali Ağca) és a Michele Sindona elleni 1981-es merénylet, vagy Vittorio Bachelet, a Legfelsőbb Bíróság Tanácsának alelnöke, illetve Riccardo Palma és Girolamo Tartaglione bírók meggyilkolása. Ő volt a vezető bíró a Banda della Magliana tárgyalásán, s ezért fivérét, Francót a camorra 1983-ban bosszúból meggyilkolta. 
1986-ban búcsút mondott büntetőjogi karrierjének és az emberi jogok védelmét vállalta Dél-Amerikában. Az ENSZ-től az ifjúság évében megkapta az „Igazság Szimbóluma” elismerést is.
1987-ben megválasztották az olasz Szenátus tagjává a Független Baloldal és az Olasz Kommunista Párt támogatásával. 1992-ben újraválasztották képviselőnek az olasz alsóházba. Tagja volt a parlamenti Maffia-Ellenes Bizottságnak három egymást követő törvényhozási cikluson át.
Úgy vélte, hogy a CIA néhány vezetője tudott a később a 2001. szeptember 11-ei terrortámadásokat elkövető terroristák jelenlétéről az Egyesült Államokban, de nem fújt riadót, mivel „az FBI az egyetlen illetékes ügynökség a terrorizmus ellen amerikai földön”. Azt javasolta, hogy az egyetlen lehetőség, hogy igazságot szolgáltassanak, ha az ügyész a Nemzetközi Büntetőbíróságon tesz feljelentést.
2015 januárjában az 5 Csillag Mozgalom köztársasági elnöknek jelölte. Egy online felmérés szerint a mozgalom követői a szavazatok 32%-át szerezték meg.
Rómában halt meg 2018. január 2-án, élete 82. évében.

## Fordítás
- Ez a szócikk részben vagy egészben  a   Ferdinando Imposimato című angol Wikipédia-szócikk ezen változatának fordításán alapul.  Az eredeti cikk szerkesztőit annak laptörténete sorolja fel. Ez a jelzés csupán a megfogalmazás eredetét és a szerzői jogokat jelzi, nem szolgál a cikkben szereplő információk forrásmegjelöléseként.
- Ez a szócikk részben vagy egészben  a   Ferdinando Imposimato című olasz Wikipédia-szócikk ezen változatának fordításán alapul.  Az eredeti cikk szerkesztőit annak laptörténete sorolja fel. Ez a jelzés csupán a megfogalmazás eredetét és a szerzői jogokat jelzi, nem szolgál a cikkben szereplő információk forrásmegjelöléseként.